# Подметање пожара
Подметање пожара или палеж је намерно изазивање пожара, било да је реч о грађевинама или природним површинама. За особе које подмећу пожар се користи израз потпаљивачи или паликуће.
Мотиви за подметање пожара могу бити у распону од патолошке склоности према ватри (пироманија), преко стицања материјалне добити (кроз наплату осигурања или јефтино куповање некретнина обезвређених пожаром), настојања да се уништавањем имовине с неког подручја отерају односно тероризирају појединци и групе које потпаљивач сматра „неприхватљивим“ односно прикривање доказа о криминалним активностима (пљачке, убиства и слично). 
Нека законодавства сматрају намерно изазван пожар кривичним делом за које су запречене тешке казне. У законодавству Србије, Кривични законик не издваја подметање пожара као посебно кривично дело, већ га сматра видом изазивања опште опасности, за које се предвиђа казна од шест месеци до пет година затвора, са новчаном казном.